# Stereodon orthothecius
Stereodon orthothecius là một loài Rêu trong họ Hypnaceae. Loài này được (Schwägr.) Mitt. mô tả khoa học đầu tiên năm 1859.